# Église Saint-Christophe d'Els Horts
L'église Saint-Christophe d'Els Horts (en catalan : Sant Cristòfol dels Horts) est un édifice religieux du XIe siècle situé dans le hameau d'Els Horts, sur le territoire de la commune d'Albanyà, en Catalogne (Espagne). Elle est classée dans l'Inventaire du patrimoine architectural de Catalogne et déclarée monument historique en tant que bien culturel d'intérêt national depuis 1983.

## Description
L'église est à l'état de ruine. Elle est constituée d'une nef unique et d'une abside semi-circulaire pointant vers l'est, construite à partir de petits blocs de pierre de taille de dimensions variées. Sa façade ouest a conservé l'essentiel de sa hauteur, elle a reçu un contrefort, et elle dispose d'une ouverture constituée de pierres de plus petit appareil, qui pourrait donc avoir été rajoutée lors d'une première campagne de rénovation. Les parois latérales sont dégradées, particulièrement la paroi sud où l'on trouvait le portail, tandis que la paroi nord a été sauvegardée par des contreforts. La nef est partiellement recouverte par un plafond voûté en berceau et légèrement pointu, dont il subsiste une partie.

## Histoire
Le hameau d'Els Horts est aujourd'hui largement abandonné, l'habitat y est fortement dispersé. Il était mentionné pour la première fois en 878, mais la paroisse elle-même n'est mentionnée qu'en 954. Les églises de Fontfreda, Carbonils, les Vilars, Oliveda et le sanctuaire del Fau dépendaient de Sant Cristòfol à l'époque médiévale. Après une longue période de dépeuplement de la région, en 1928, l'évêque supprime plusieurs chapelles, dont Sant Cristòfol. Elle sera classée dans l'Inventaire du patrimoine architectural de Catalogne et déclarée monument historique en tant que bien culturel d'intérêt national en 1983 Plus récemment, en 2019, des travaux de consolidation ont été entrepris sur l'église.

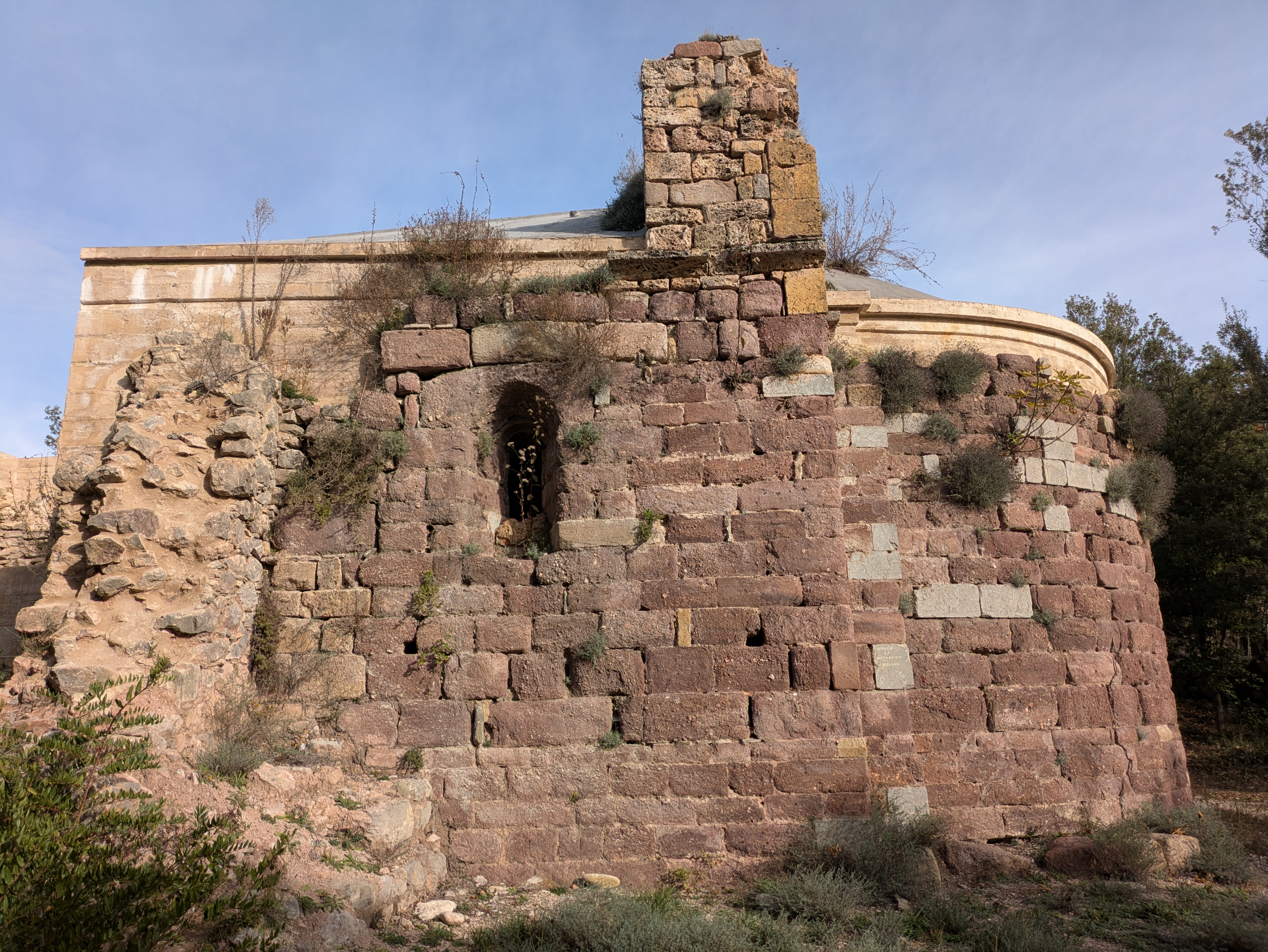
Sant Cristòfol dels Horts aujourd'hui (2024)